# Otwock
Otwock is een stad in het Poolse woiwodschap Mazovië, gelegen in de powiat Otwocki. De oppervlakte bedraagt 47,33 km², het inwonertal 42.765 (2005).

## Geschiedenis

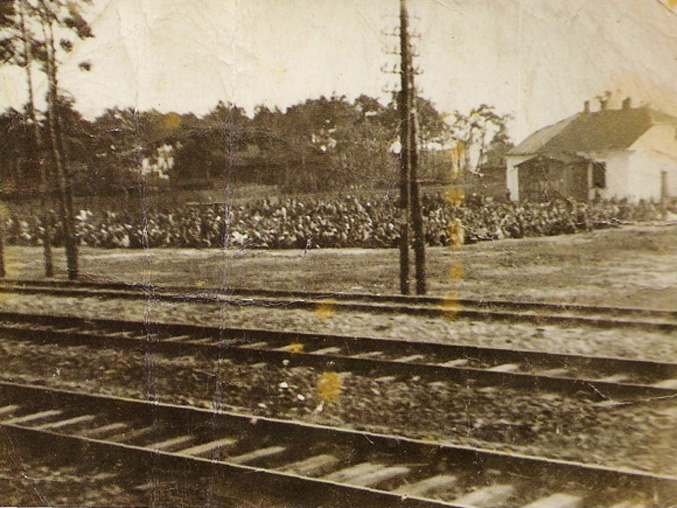
Joodse inwoners wachten op hun transport naar concentratiekamp Treblinka (19 september 1942)

In Otwock woonde begin twintigste eeuw een omvangrijke Joodse gemeenschap, waaronder een grote groep chassidiem. Van de ca. 19.900 inwoners in 1939 was ongeveer 14.200 van Joodse afkomst. Tijdens de Duitse bezetting van Polen (1939-1945) werd in januari 1941 het getto van Otwock opgericht.  Een jaar later werden 150 jonge Joodse mannen naar het nieuw geopende vernietigingskamp Treblinka gedeporteerd, waar ze tot de eerste slachtoffers behoorden. In april 1942 werden 400 joden gedeporteerd naar het nabijgelegen dwangarbeiderskamp in Karczew. Tussen augustus en september 1942 werd het getto geliquideerd en werden ongeveer 8.000 Joden naar de vernietigingskampen Treblinka en Auschwitz-Birkenau gedeporteerd.  Na de oorlog vestigden ongeveer 400 Joodse overlevenden van de Holocaust zich in de stad, maar uiteindelijk verlieten zij ook Polen vanwege het toenemende antisemitisme.

## Bevolking

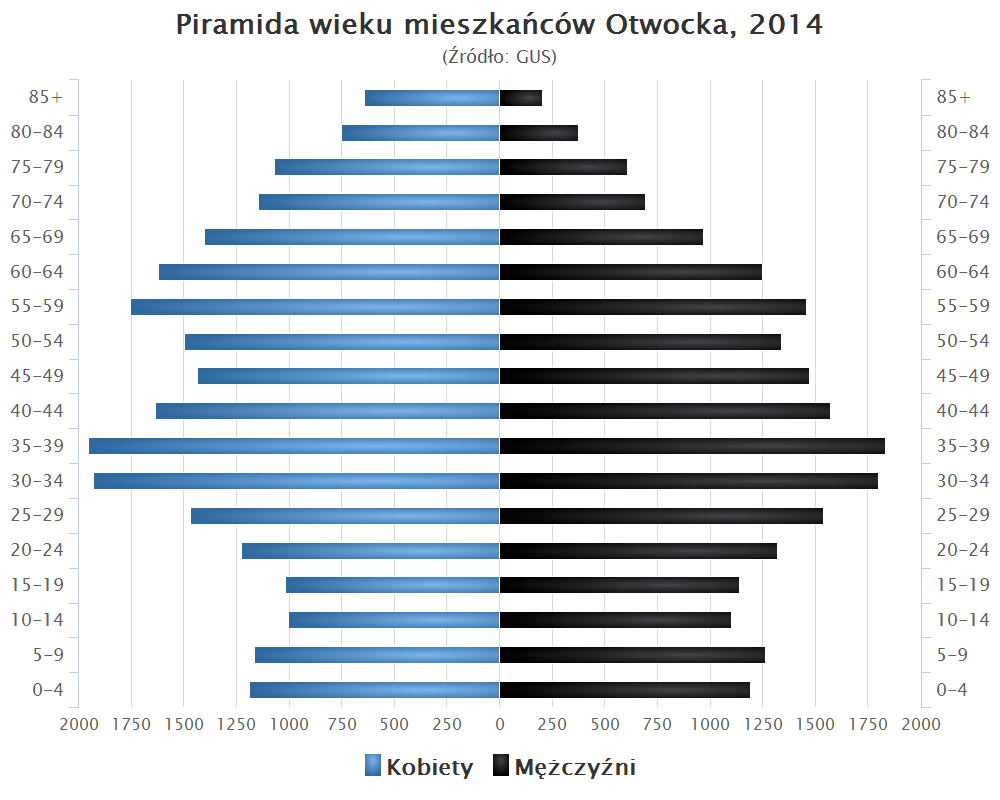
Bevolkingspiramide van Otwock (2014)

Op 31 december 2019 telde Otwock 44.635 inwoners, een aantal dat de afgelopen vier decennia vrij stabiel is gebleven. Zo telde Otwock 44.356 inwoners in 2000, 44.283 inwoners in 1990 en 47.353 inwoners in 1980.

## Verkeer en vervoer
Het Station Otwock verbindt Otwock met onder meer Warschau.
- Station Otwock WKD

## Geboren
- Irena Sendler (1910-2008), verzetsstrijder
- Mirosław Bałka (1958), beeldhouwer en installatiekunstenaar

1. ↑  (en)  Jewish Virtual Library - Otwock